# Jean-Denis Deletraz
Jean-Denis Deletraz, född 1 oktober 1963 i Genève, är en schweizisk racerförare.  Han rankas som en av de sämsta formel 1-förarna någonsin. Han är far till Louis Delétraz.

## Racingkarriär
Deletraz debuterade i formel 1 för Larrousse säsongen 1994. Han körde sammanlagt tre lopp men han fullföljde bara ett, Europas Grand Prix 1995, i vilket han kom på femtonde plats.
Deletraz tog sig in i F1 tack vare sponsorpengar i det konkursfärdiga Larroussestallet. Han blev dock kritiserad för att inte hålla F1-standard, och för att inte se upp när han var på väg att varvas. Säsongen 1995 fick han en ny chans i Pacific, men var ännu långsammare. I de två racen han tävlade i var han i snitt tio sekunder långsammare än konkurrenterna under kvalet. Efter det flyttade han till sportvagnsracing där han faktiskt haft en hel del framgångar, bland annat i FIA GT.

## F1-karriär
| Säsong | Stall/Tillverkare | Poäng | Placering |
| ------ | ----------------- | ----- | --------- |
| 1994   | Larrousse-Ford    | 0     | –         |
| 1995   | Pacific-Ford      | 0     | –         |